# قشرة قبل كمثرية
القشرة الأمام الكمثرية (أو المنطقة السابقة للقشرة الكمثرية) هي جزءًا من الدماغ الشمي متكون من القشرة القديمة .
وتذكر بعض المصادر أنها جزء من القشرة الشمية الأولية 